# 天牢增一
大熊座59，又名BD+44 2110，HD 101107、SAO 43837、HR 4477，是大熊座的一颗恒星，视星等为5.59，位于銀經159.98，銀緯67.87，其B1900.0坐标为赤經11h 33m 0.9s，赤緯+44° 67.87′ 48″。